# Вітряк у селі Бобриця

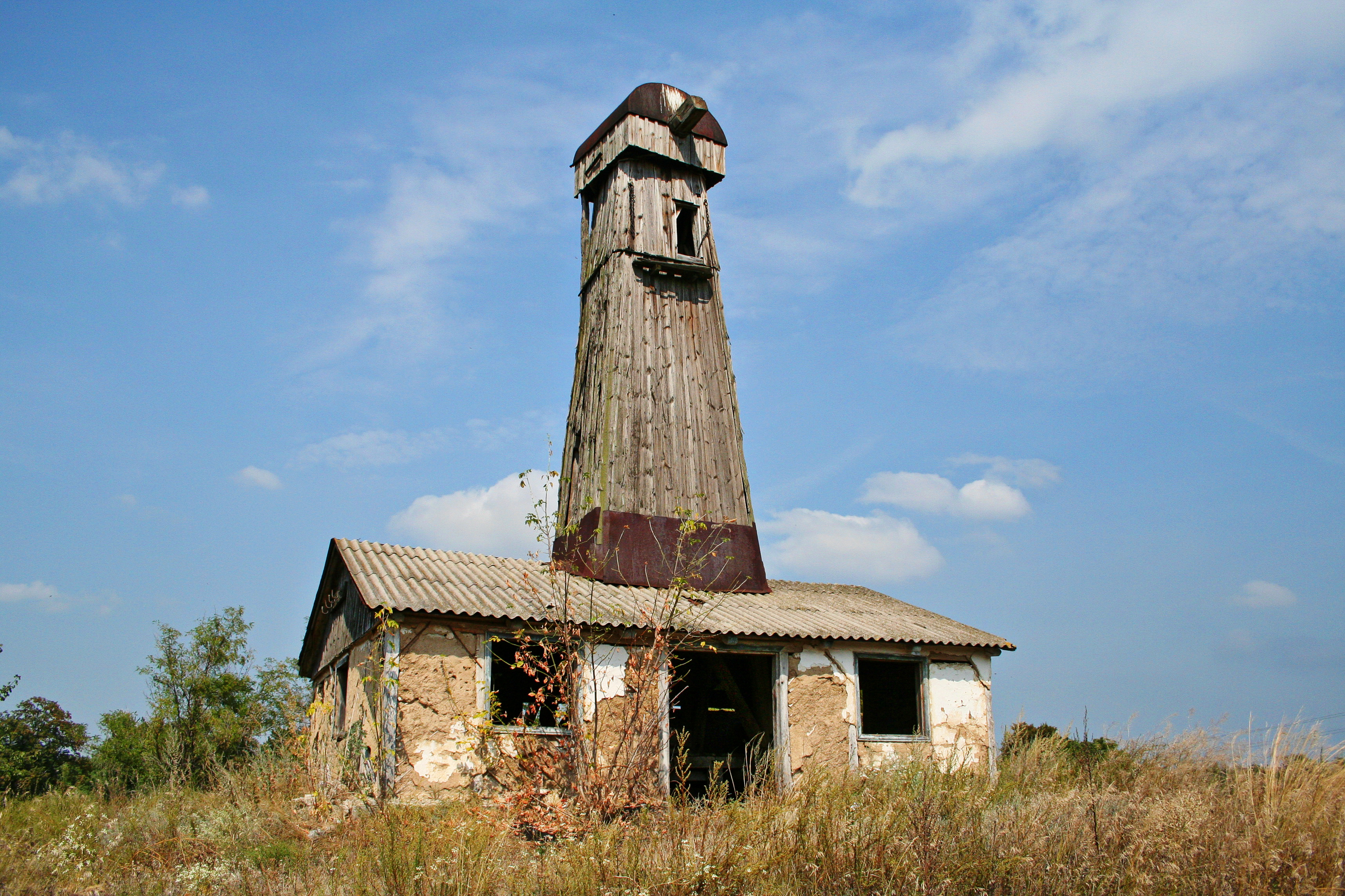
Вітряний млин Д-15 у селі Бобриця, Канівський район, Черкаська область. 2014 рік

Млин у селі Бобриця на Канівщині — один з вцілілих вітряків Д-15, зведених за конструкцією винахідника Володимира Стрільця.
Вітряк побудований на початку 50-х років ХХ століття. Знаходиться на пагорбі біля залишків колгоспу. Має найгірший стан серед існуючих побратимів, відсутні ключові елементи вітродвигуна, приміщення використовується місцевими для вживання алкогольних напоїв.

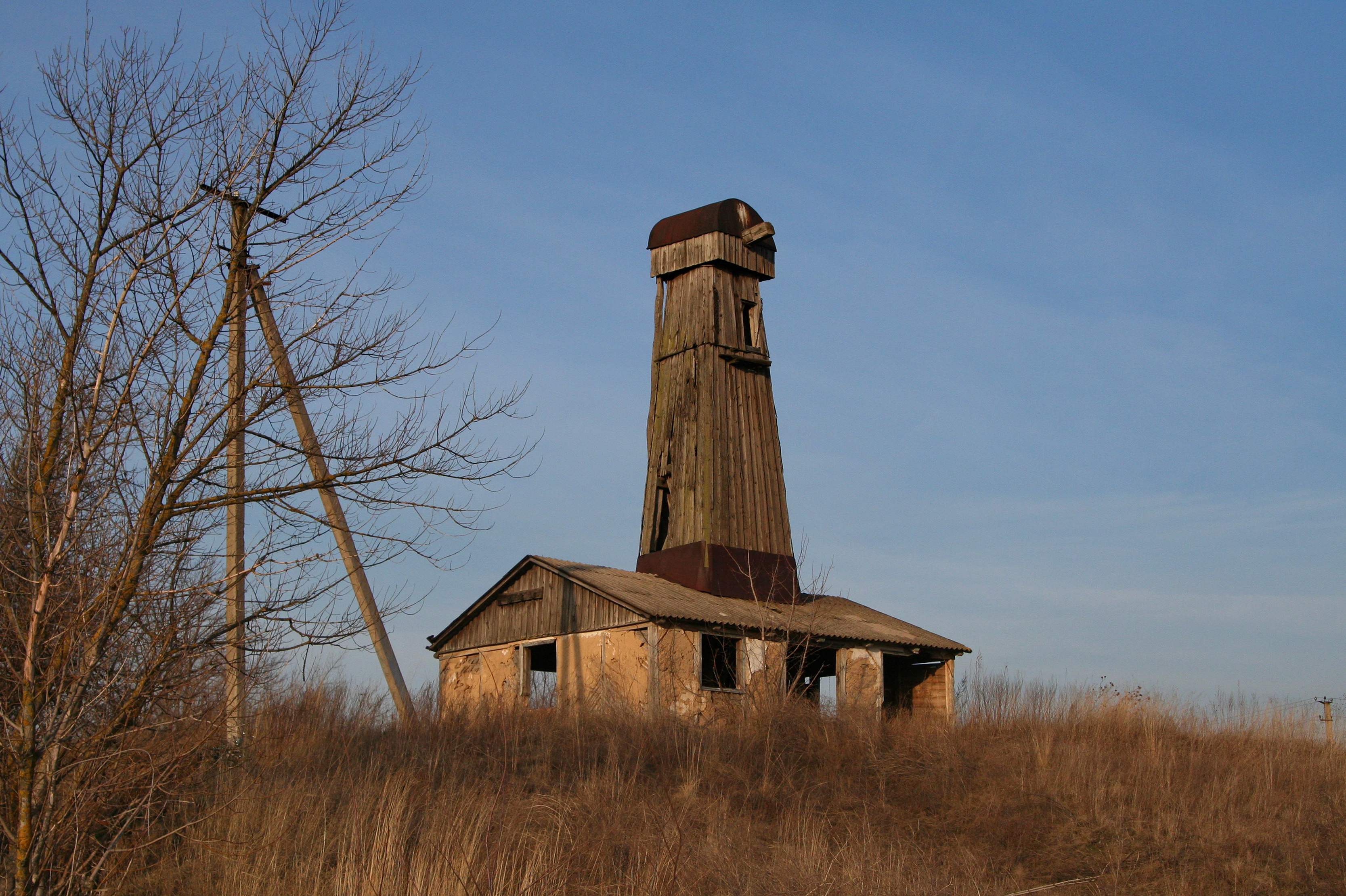
2015 рік
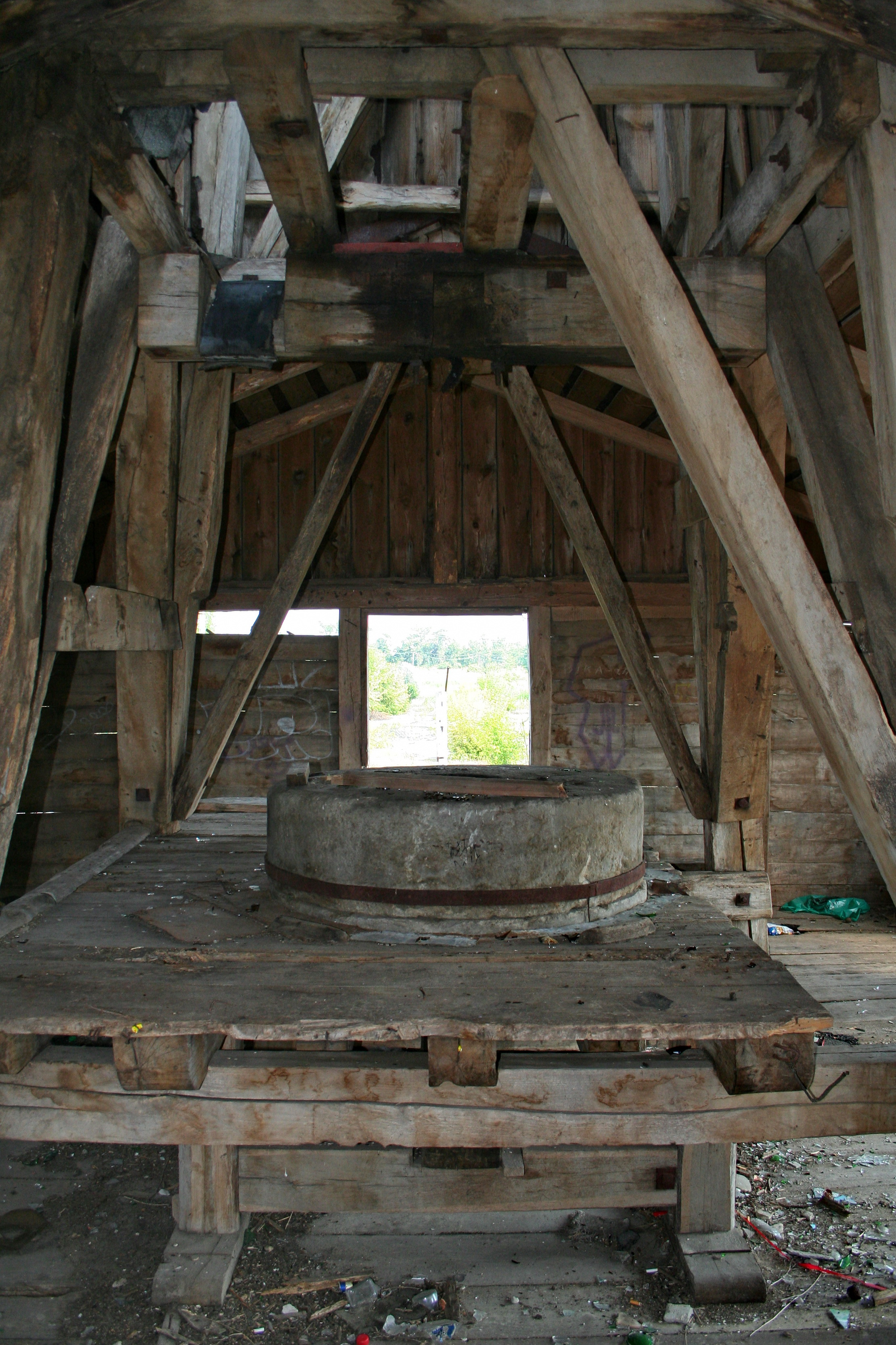
Млиновий постав
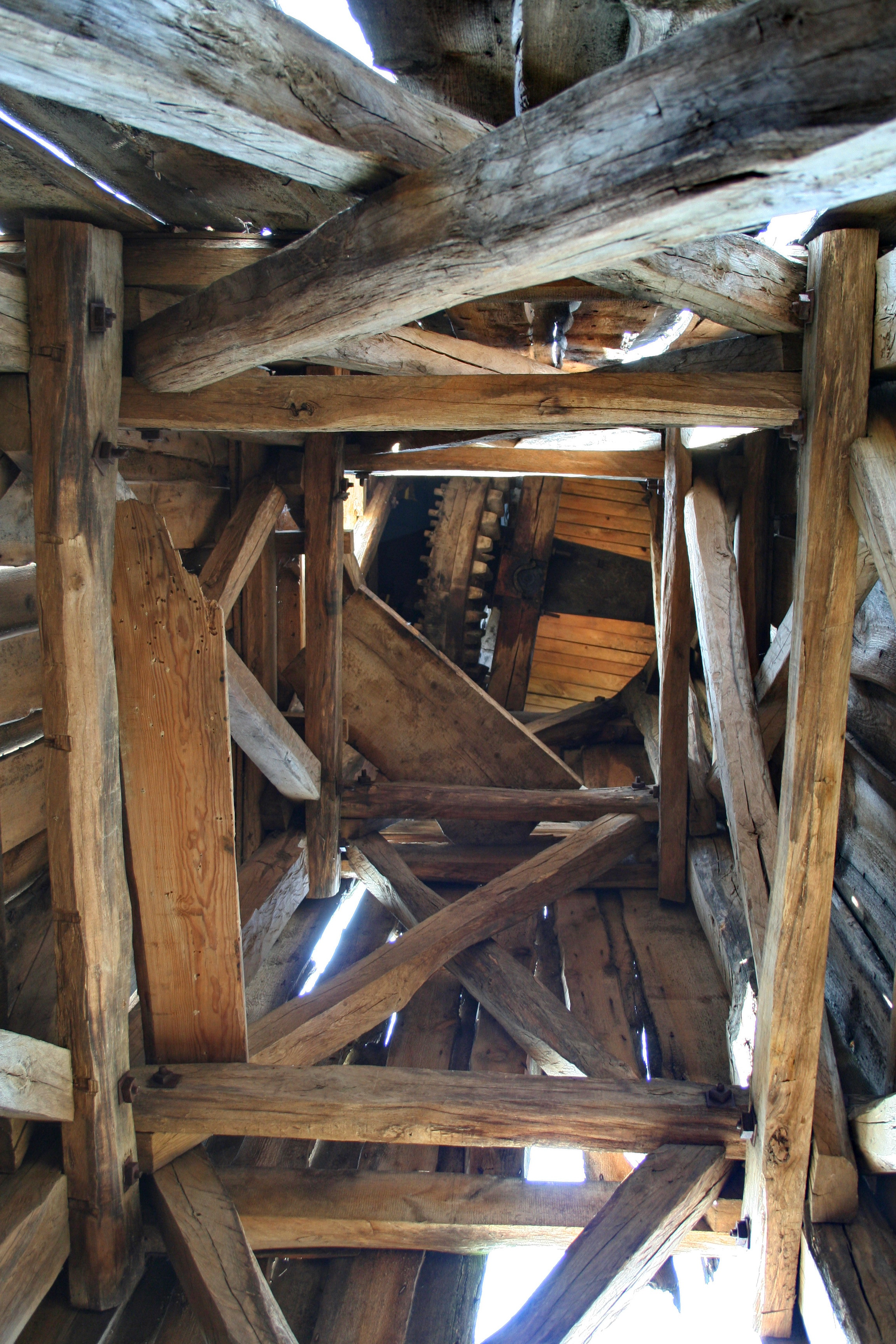
Шатро
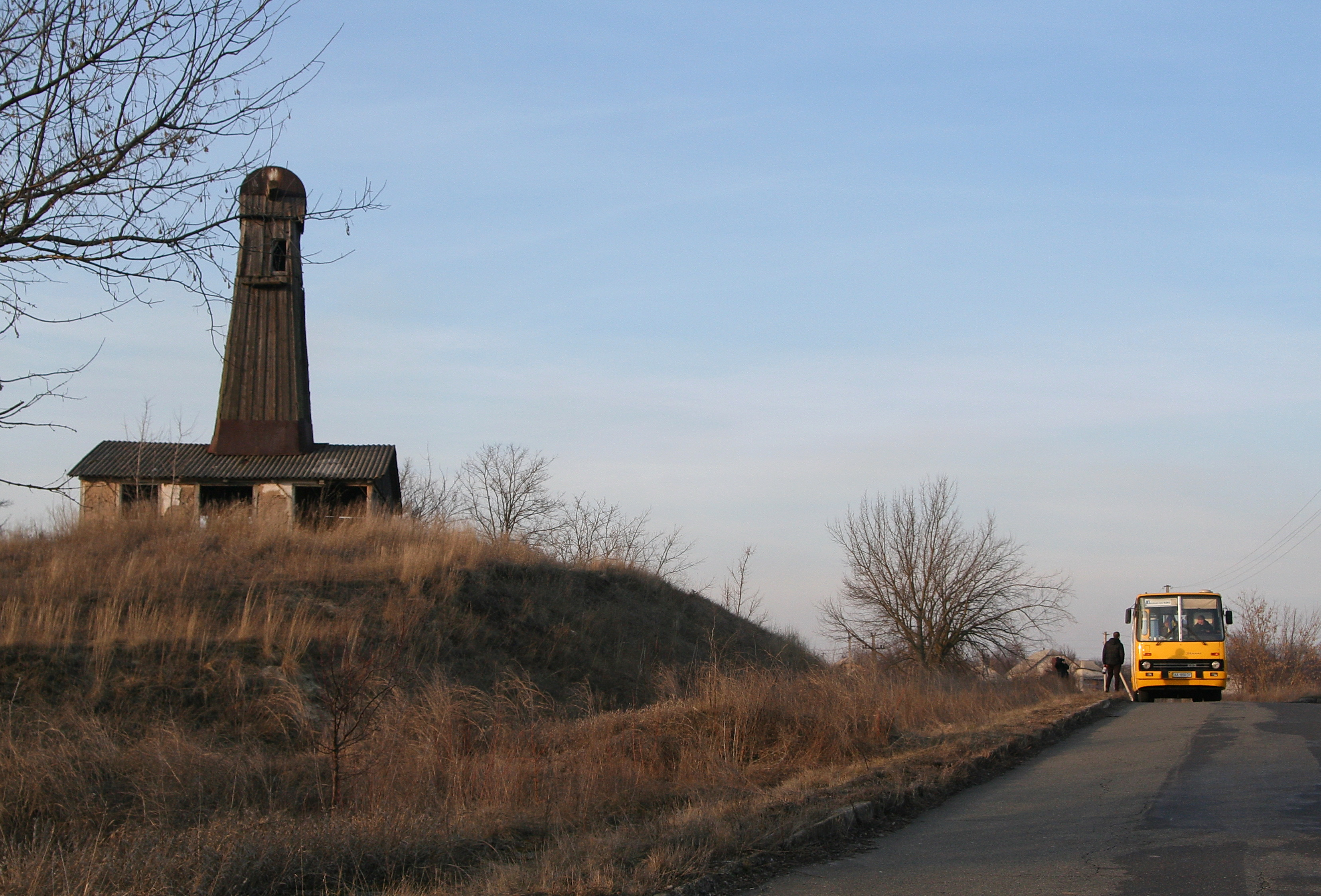
2015 рік
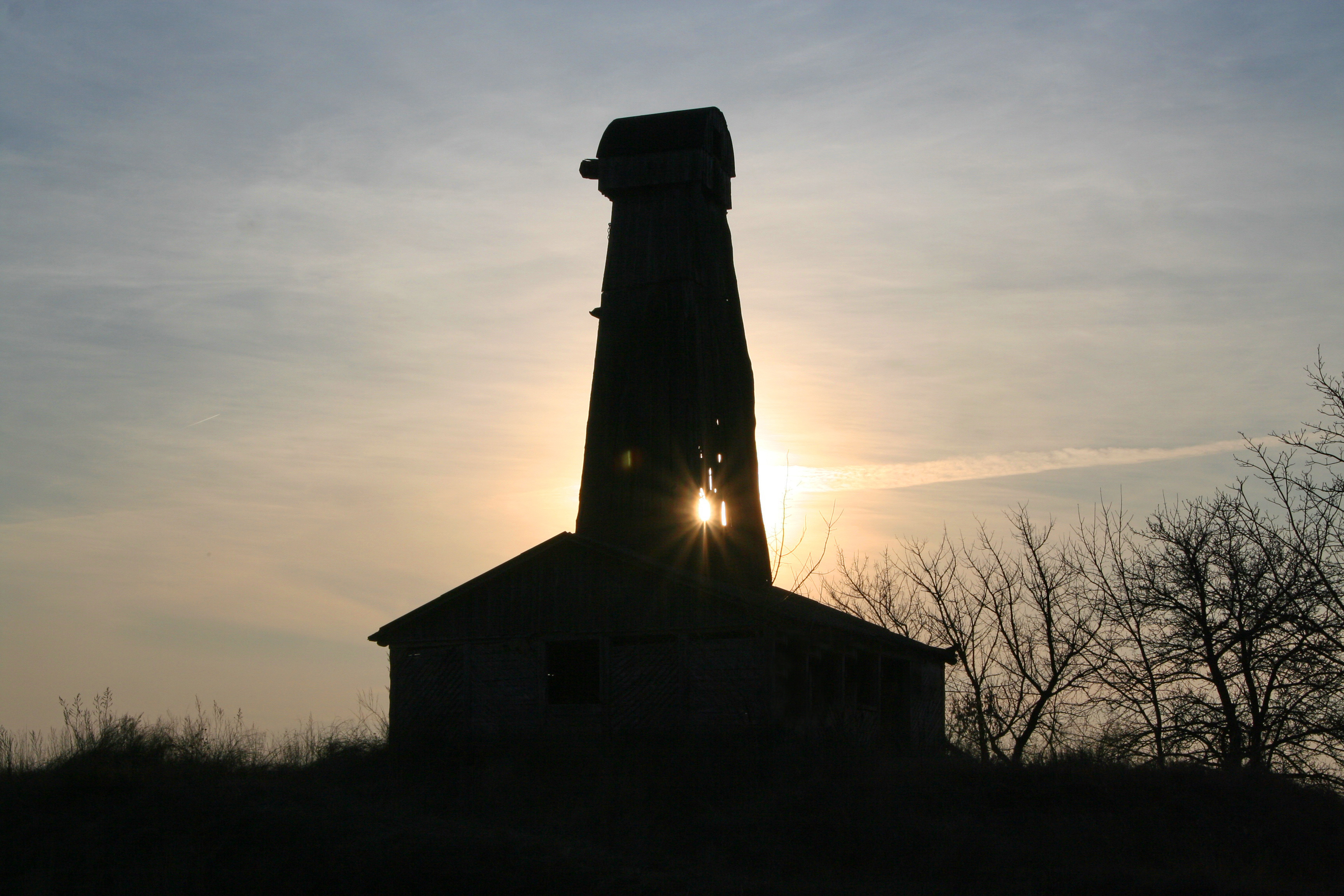
2015 рік